# Temporada da Primera FEB de 2024-25
A Temporada da Primera FEB de 2024–25 foi a 28.ª edição da competição de secundária do basquetebol masculino da Espanha segundo sua pirâmide estrutural e sua primeira temporada sob a nova nomenclatura "Primera FEB". É organizada pela Federação Espanhola de Basquete, sendo sua primeira liga. A liga credencia ao seu campeão da temporada regular e ao vencedor do final four (fase final que engloba semifinais e final) vagas para disputar a próxima temporada da Liga ACB.

## Clubes participantes
| Clube                           | Cidade                 | Arena                                   |
| ------------------------------- | ---------------------- | --------------------------------------- |
| Air Cargo Booking Ourense       | Ourense                | Pazo dos Deportes Paco Paz              |
| Alimerka Oviedo Baloncesto      | Oviedo                 | Polideportivo de Pumarín                |
| Amics Castelló                  | Castellón de la Plana  | Pabellón Ciutat de Castelló             |
| C.B. Naturavia Morón            | Morón de la Frontera   | Pabellón Alameda                        |
| Caja Rural CB Zamora            | Samora                 | Pavilhão Angel Nieto                    |
| Flexicar Fuenlabrada            | Fuenlabrada            | Polideportivo Fernando Martín           |
| Grupo Alega Cantabria           | Torrelavega            | Pavilhão Vicente Trueba                 |
| Grupo Ureta Tizona Burgos       | Burgos                 | Polideportivo Municipal El Plantío      |
| Hestia Menorca                  | Maó                    | Pavilhão Menorca                        |
| HLA Alicante                    | Alicante               | Pavilhão Pedro Ferrandíz                |
| Inveready Gipuzkoa              | Guipúscoa              | Arena San Sebastián                     |
| Monbús Obradoiro                | Santiago de Compostela | Multiusos fontes do Sar                 |
| Movistar Estudiantes            | Madrid                 | Wizink Center                           |
| Odilo Fútbol Club Cartagena BC  | Cartagena              | Palacio de Los Deportes de Cartagena    |
| Real Betis Baloncesto           | Sevilha                | Palacio Municipal de Deportes San Pablo |
| Silbö San Pablo Burgos          | Burgos                 | Coliséu Burgos                          |
| Súper Agropal Palencia          | Palência               | Pabellón Municipal de Deportes          |
| UEMC Real Valladolid Baloncesto | Valladolid             | Polideportivo Pisuerga                  |
| Fonte:                          |                        |                                         |

|  |                                               |
|  | Promovido da Liga Prata na temporada anterior |
|  | Rebaixado da Liga ACB na temporada anterior   |

## Formato
A competição é disputada por dezoito equipes disputando temporada regular em formato todos contra todos com total de 34 jogos disputados por equipe, sendo que a equipe campeão dessa fase torna-se credenciada para disputar a Liga ACB na próxima temporada. Após essa fase, disputam-se os "playoffs de promoção" que credencia o campeão final a disputar também a liga de elite.

## Temporada Regular

### Tabela de Classificação
Classificação extraída de primerafeb.com/classificacion>2024/2025
| Pos. | Clube                           | P  | Jogos | Jogos | Jogos | Pontos | Pontos | Classificação                |
| Pos. | Clube                           | P  | J     | V     | D     | P+     | P-     |                              |
| ---- | ------------------------------- | -- | ----- | ----- | ----- | ------ | ------ | ---------------------------- |
| 1    | Silbö San Pablo Burgos          | 34 | 32    | 2     | 3011  | 2530   | 66     | Promovido à Liga ACB         |
| 2    | Flexicar Fuenlabrada            | 34 | 27    | 7     | 2871  | 2595   | 61     | Playoffs                     |
| 3    | Movistar Estudiantes            | 34 | 26    | 8     | 2970  | 2710   | 60     | Playoffs                     |
| 4    | Real Betis Baloncesto           | 34 | 26    | 8     | 2838  | 2529   | 60     | Playoffs                     |
| 5    | Monbús Obradoiro                | 34 | 23    | 11    | 2787  | 2527   | 57     | Playoffs                     |
| 6    | Súper Agropal Palencia          | 34 | 22    | 12    | 2959  | 2737   | 56     | Playoffs                     |
| 7    | Odilo Fútbol Club Cartagena BC  | 34 | 16    | 18    | 2627  | 2840   | 50     | Playoffs                     |
| 8    | Inveready Gipuzkoa              | 34 | 16    | 18    | 2667  | 2683   | 50     | Playoffs                     |
| 9    | Grupo Ureta Tizona Burgos       | 34 | 15    | 19    | 2987  | 3064   | 49     | Playoffs                     |
| 10   | Alimerka Oviedo Baloncesto      | 34 | 14    | 20    | 2673  | 2720   | 48     |                              |
| 11   | Air Cargo Booking Ourense       | 34 | 14    | 20    | 2796  | 2843   | 48     |                              |
| 12   | Grupo Alega Cantabria           | 34 | 13    | 21    | 2598  | 2811   | 47     |                              |
| 13   | HLA Alicante                    | 34 | 13    | 21    | 2685  | 2696   | 47     |                              |
| 14   | Caja Rural CB Zamora            | 34 | 13    | 21    | 2674  | 2791   | 47     |                              |
| 15   | Hestia Menorca                  | 34 | 11    | 23    | 2514  | 2660   | 45     |                              |
| 16   | UEMC Real Valladolid Baloncesto | 34 | 11    | 23    | 2658  | 2909   | 45     | Rebaixados para a Liga Prata |
| 17   | Amics Castelló                  | 34 | 10    | 24    | 2719  | 3014   | 44     | Rebaixados para a Liga Prata |
| 18   | C.B. Naturavia Morón            | 34 | 4     | 30    | 2430  | 2805   | 38     | Rebaixados para a Liga Prata |

### Confrontos
Resultados extraídos de primerafeb.com/resultados>2024/2025
| Casa\Visitante                  | OVI    | CAS     | MOR    | ZAM   | OUR    | FUE    | CAN    | TIZ    | MEN   | ALI   | GIP     | OBR     | EST    | CAR    | PAL    | BET    | BUR    | VAL    |
| ------------------------------- | ------ | ------- | ------ | ----- | ------ | ------ | ------ | ------ | ----- | ----- | ------- | ------- | ------ | ------ | ------ | ------ | ------ | ------ |
| Alimerka Oviedo Baloncesto      |        | 87-76   | 74-61  | 72-65 | 63-73  | 70-80  | 95-70  | 98-84  | 75-66 | 78-74 | 87-73   | 68-74   | 76-78  | 73-87  | 71-91  | 68-78  | 72-78  | 105-69 |
| Amics Castelló                  | 90-68  |         | 83-64  | 72-84 | 95-86  | 78-88  | 89-68  | 94-97  | 68-63 | 83-73 | 65-70   | 73-68   | 85-89  | 83-87  | 101-96 | 60-94  | 71-90  | 83-102 |
| C.B. Naturavia Morón            | 84-89  | 84-79   |        | 68-84 | 89-59  | 61-79  | 68-87  | 80-99  | 63-69 | 72-65 | 74-81   | 70-99   | 93-99  | 64-68  | 86-91  | 63-76  | 66-89  | 71-89  |
| Caja Rural CB Zamora            | 100-81 | 96-87   | 84-71  |       | 93-84  | 71-73  | 71-82  | 81-94  | 86-73 | 84-86 | 84-75   | 60-90   | 64-94  | 94-83  | 84-77  | 95-105 | 73-79  | 89-68  |
| Air Cargo Booking Ourense       | 78-94  | 96-77   | 99-66  | 79-73 |        | 89-90  | 93-65  | 86-87  | 77-81 | 85-81 | 76-83   | 77-85   | 73-79  | 101-73 | 94-84  | 94-86  | 60-74  | 95-84  |
| Flexicar Fuenlabrada            | 93-97  | 94-74   | 82-65  | 91-64 | 81-74  |        | 94-70  | 95-67  | 92-89 | 85-63 | 92-80   | 84-68   | 97-91  | 79-65  | 82-73  | 90-73  | 70-79  | 95-82  |
| Grupo Alega Cantabria           | 80-73  | 96-76   | 85-81  | 89-71 | 86-77  | 67-75  |        | 83-80  | 86-87 | 83-72 | 101-108 | 58-85   | 75-92  | 84-69  | 59-83  | 81-76  | 74-85  | 68-73  |
| Grupo Ureta Tizona Burgos       | 106-81 | 105-107 | 97-73  | 81-88 | 83-84  | 100-80 | 90-87  |        | 94-92 | 90-96 | 88-79   | 100-102 | 94-91  | 103-96 | 85-91  | 69-81  | 73-88  | 94-85  |
| Hestia Menorca                  | 69-64  | 90-66   | 70-58  | 76-69 | 65-84  | 72-83  | 84-62  | 88-95  |       | 73-71 | 72-81   | 76-81   | 66-77  | 86-87  | 84-78  | 78-83  | 54-85  | 65-67  |
| HLA Alicante                    | 87-79  | 78-82   | 86-74  | 68-70 | 90-71  | 69-81  | 60-75  | 104-89 | 96-68 |       | 95-82   | 90-85   | 88-77  | 110-70 | 95-96  | 57-64  | 90-88  | 64-73  |
| Inveready Gipuzkoa              | 99-92  | 83-77   | 65-52  | 86-78 | 87-78  | 71-81  | 83-60  | 90-69  | 60-57 | 79-83 |         | 77-86   | 75-88  | 84-85  | 85-87  | 62-77  | 81-84  | 90-69  |
| Monbús Obradoiro                | 76-65  | 100-72  | 78-65  | 93-59 | 68-71  | 75-79  | 93-54  | 95-89  | 83-67 | 82-70 | 63-65   |         | 90-73  | 88-62  | 77-76  | 71-67  | 85-91  | 91-79  |
| Movistar Estudiantes            | 76-81  | 108-85  | 87-70  | 90-84 | 88-81  | 90-78  | 101-76 | 105-88 | 82-69 | 85-70 | 76-66   | 82-69   |        | 91-68  | 104-98 | 86-82  | 91-95  | 87-76  |
| Odilo Fútbol Club Cartagena     | 72-71  | 107-106 | 79-76  | 73-70 | 92-80  | 76-78  | 87-78  | 83-65  | 78-70 | 72-69 | 81-73   | 72-68   | 70-80  |        | 67-100 | 72-85  | 73-83  | 76-80  |
| Súper Agropal Palencia          | 90-78  | 107-76  | 81-68  | 79-75 | 114-81 | 89-88  | 85-77  | 102-79 | 84-72 | 80-64 | 78-69   | 91-83   | 80-87  | 88-71  |        | 87-68  | 85-87  | 90-75  |
| Real Betis Baloncesto           | 86-77  | 100-61  | 74-68  | 92-72 | 94-89  | 94-72  | 88-77  | 95-76  | 89-65 | 79-68 | 92-78   | 77-78   | 75-71  | 82-66  | 85-68  |        | 90-89  | 89-59  |
| Silbö San Pablo Burgos          | 79-69  | 95-68   | 101-71 | 89-73 | 106-81 | 87-74  | 86-67  | 77-73  | 91-81 | 72-65 | 90-68   | 95-82   | 100-88 | 112-84 | 88-77  | 87-67  |        | 88-61  |
| UEMC Real Valladolid Baloncesto | 78-82  | 101-77  | 78-91  | 91-86 | 87-91  | 62-96  | 81-88  | 97-104 | 65-77 | 90-88 | 66-79   | 72-76   | 73-87  | 86-75  | 92-83  | 75-85  | 73-104 |        |

## Rebaixamento e promoção
- Promovidos:Silbö San Pablo Burgos[5], Real Betis Baloncesto[6]

- Rebaixados: C.B. Naturavia Morón, Amics Castelló, UEMC Real Valladolid Baloncesto[7][8]

## Playoffs

### Quartas de finais
| Time 1                | Série | Time 2                         | 1º Jogo | 2º Jogo | 3º Jogo  | 4º Jogo | 5º Jogo |
| --------------------- | ----- | ------------------------------ | ------- | ------- | -------- | ------- | ------- |
| Flexicar Fuenlabrada  | 3 - 0 | Grupo Ureta Tizona Burgos      | 92 - 62 | 83 - 70 | 90 - 79  | -       | -       |
| Monbús Obradoiro      | 1 - 3 | Súper Agropal Palencia         | 87 - 83 | 72 - 85 | 94 - 101 | 83 - 92 |         |
| Movistar Estudiantes  | 3 - 0 | Inveready Gipuzkoa             | 83 - 71 | 86 - 84 | 72 - 68  | -       | -       |
| Real Betis Baloncesto | 3 - 2 | Odilo Fútbol Club Cartagena BC | 95 - 94 | 77 - 85 | 83 - 87  | 88 - 80 | 87 - 68 |

### Final Four
A definição da segunda vaga para promoção à Liga ACB na próxima temporada, será novamente em sistema de Final Four disputada entre os dias 7 e 8 de junho em Madrid na Caja Mágica.

#### Semifinais
| Time 1               | Placar  | Time 2                 |
| -------------------- | ------- | ---------------------- |
| Flexicar Fuenlabrada | 75 - 73 | Súper Agropal Palencia |
| Movistar Estudiantes | 82 - 86 | Real Betis Baloncesto  |

#### Final
| Time 1               | Placar  | Time 2                |
| -------------------- | ------- | --------------------- |
| Flexicar Fuenlabrada | 92 - 97 | Real Betis Baloncesto |

## Copa Espanha
Para a temporada 2024-25 a Federação Espanhola de Basquetebol (FEB) inaugurou a primeira edição da Copa Espanha que substituirá as Copas Princesa e LEB Plata (Copas decididas em jogo único com os dois melhores clubes na metade da tabela da Primeira FEB e Segunda FEB, respectivamente). A competição foi disputada durante o primeiro turno das ligas por 40 clubes diferentes inclusive os dois vencedores da Liga EBA.

### Final Four - Burgos 2025
Para a temporada inaugural da Copa Espanha a cidade de Burgos, Castela e Leão foi escolhida como sede do Final Four com seu Coliseum de Burgos com seus 9.352 lugares. Monbus Obradoiro, Real Betis Baloncesto, Odilo Fútbol Club Cartagena e o anfitrião Silbö San Pablo Burgos disputam entre os dias 24 e 25 de janeiro o primeiro título.
|  | Semifinal                          | Semifinal        |    |  | Final                               | Final |  |
|  |                                    |                  |    |  |                                     |       |  |
|  | 24 de Janeiro – Coliseum de Burgos |                  |    |  |                                     |       |  |
|  | Obradoiro                          | 86               |    |  |                                     |       |  |
|  | Real Betis                         | 71               |    |  |                                     |       |  |
|  |                                    |                  |    |  |                                     |       |  |
|  |                                    |                  |    |  | 25 de Setembro – Coliseum de Burgos |       |  |
|  |                                    |                  |    |  | Obradoiro                           | 69    |  |
|  |                                    | San Pablo Burgos | 97 |  |                                     |       |  |
|  |                                    |                  |    |  |                                     |       |  |
|  |                                    |                  |    |  |                                     |       |  |
|  |                                    |                  |    |  |                                     |       |  |
|  | 24 de Janeiro – Coliseum de Burgos |                  |    |  |                                     |       |  |
|  | Odilo FC Cartagena                 | 79               |    |  |                                     |       |  |
|  | San Pablo Burgos                   | 101              |    |  |                                     |       |  |

### Premiação
| Copa Espanha 2025 (Burgos)           |
| Castela e Leão                       |
| ------------------------------------ |
| Campeão San Pablo Burgos (1° título) |

## Artigos relacionados
- Liga Endesa
- Seleção Espanhola de Basquetebol